# いなぎペアパーク
いなぎペアパークは、東京都稲城市の稲城長沼駅前の公園。
2019年3月24日に開園した。

## 園内の設備
公園名称板
2019年3月24日公開。稲城市在住の大河原邦男によるデザイン。
稲城なしのすけ時計台
2019年3月24日公開。国際ソロプチミスト稲城寄贈。
これによって、稲城なしのすけ時計台は稲城市内のJR南武線の3駅（稲城長沼駅、矢野口駅、南多摩駅）すべてに設置されたことになった。
スコープドッグ1/1モニュメント
2020年3月15日公開。テレビアニメ『装甲騎兵ボトムズ』に登場するロボットの原寸大スケールモニュメント。製作は開米プロダクション。
制作費の80パーセントを東京都のアニメ等コンテンツを活用した誘客促進事業費補助金から、20パーセントを大河原邦男が負担している。
レッドショルダーVersion.
『装甲騎兵ボトムズ』に登場するレッドショルダー部隊の機体仕様に合わせて右肩が赤く塗られた。
当初、2022年8月1日から同年10月31日までの公開予定だったが、好評につき2022年12月28日まで公開延長された。
レッドショルダーカスタムVersion.2023
2023年7月28日から2024年3月3日まで公開された。『装甲騎兵ボトムズ』第10話「レッド・ショルダー」に登場した機体に合わせて左肩が赤く塗られた。
稲城市PR音声ガイド
2023年8月25日よりモニュメントの周辺で、「稲城市PR音声ガイド」が放送される。放送はモニュメント前に設置された2次元コードをスマートフォンなどで読み込み、Webサイトにアクセスする必要がある。
音声ガイドは『装甲騎兵ボトムズ』で主人公のキリコ・キュービィーを演じた郷田ほづみが担当する。
音声ガイドの内容は時期によって変更され、2023年8月時点でが以下が予定されている。
- 2023年8月25日から同年10月24日 - 「メカの街 稲城編」 メカデザイナー・大河原邦男のゆかりの地としての稲城の魅力を紹介する。
- 2023年年10月25日から同年12月28日 - 「グルメの街 稲城編」
- 2024年1月4日から同年2月29日 - 「スポーツの街 稲城編」

## 近隣の施設
いなぎ発信基地ペアテラス
公園に隣接する観光案内所。テレビアニメ『機動戦士ガンダム』に登場するロボットのモニュメントがある。
くらすクラス
JR南武線高架下を活用した起業支援施設およびイベントスペース。
各施設の広場部分とペアパークとの境界には柵などもなく自由に通行できる。大規模なイベントの際には一体的な運用も可能となっているが、管理者が各施設で異なるため、利用申請等の手続きは施設ごとに行う必要がある。

## ギャラリー

稲城なしのすけ時計台
2020年のスコープドッグ